# Calabar Ville
Pour les articles homonymes, voir Calabar (homonymie).
Calabar Ville est une zone de gouvernement local de l'État de Cross River au Nigeria,.

## Source
- (en) Cet article est partiellement ou en totalité issu de l’article de Wikipédia en anglais intitulé « Calabar Municipal » (voir la liste des auteurs).